# ひかる!チャチャチャ!!
『ひかる!チャチャチャッ!!』はみのもけんじによる日本の漫画作品。

## 概要
『週刊少年ジャンプ』1990年14号から1991年25号まで、1年にわたって連載が続いた。柔道を題材として、少年西田ひかるの成長を描いたストーリー。
連載当初は、後述の「ボロゾーキン」に代表されるような泥臭い熱血スポ根路線を踏襲していながらも、ひかるや母、三好家が抱く家族愛なども如実に描かれた。

## あらすじ
西田ひかるの父・俊介は学生時代は「鬼殺し」と畏怖された跳ね腰が武器の柔道選手として、ミュンヘンオリンピックの日本代表にまで登りつめたことがあったが、怪我により出場を断念することになる。それでも五輪の夢が諦めきれず、仕事が早く終わった時は母校大学で柔道指導しており、1992年4月中旬、海外出張時に予定のないバルセロナに行き交通事故により39歳で他界する。そんな父の遺志を継いで、主人公西田ひかるは華荻第三中学校に入学するや、柔道部の門を敲く。そこは父も在籍した名門だったが、それは昔の話で今はすっかり落ちぶれていた。とはいえ、全く柔道経験のないひかるは、先輩やいじめっ子の染矢、同学年の森田らのいびりにもへこたれず、ここで強くなっていくことを誓うのである。

## 登場人物

### 華荻第三中学
かつては古豪として知られていたが、現在は力をつけた上等中学や三星中学に人材を奪われ、光を失っていた。ひかるの台頭や三好の柔道部復帰によって、再び脚光を浴びるようになる。城西地区に属する。
西田ひかる
本編の主人公。坊主頭で背は低い。入部当初は髪の毛を伸ばしていたが、心機一転の意で坊主頭にした。気が弱く、苛められっこだが強靱な精神力と忍耐力を持ち、柔道部でも相手に積極的に投げられたりすることで、自身を強く磨いていった。
得意技は「鬼殺し」と呼ばれるはね腰であり、これは父が得意としたもの。しかし体格が小さいひかるには、はね腰が真に向いている技とは言えず、跳越と薪割を応用し、弱冠中学1年で幻の柔道技といわれる「山嵐」まで身に付けてしまう。
継ぎ接ぎの柔道着がシンボルで、これはひかるの母親が父親の遺品である中学時代の柔道着を縫い直したもの。そのため、川本小鉄に「ボロゾーキン」呼ばわりされた時には激しく怒りを見せていたが、後に逆にそのボロボロになるまで練習に励んだ父のことを偲ばせるアイテムとして、それを身に付けることを誇りに思うようになった。
「チビ」「ボウズ」と呼ばれることが多い。
個人戦3位で秋の新人戦で優勝している。そのためスポーツ新聞などでは「西郷四郎の再来」と記事にされている。
森田優治
1年。気は強く、入部当初はひかるを馬鹿にして来たが後に彼の謙虚な姿勢に惹かれ、友情に篤くなりサポート的な立場となる。得意技は釣込腰だが、相手により様々な技を使いこなすバランス型である。三星中学柔道部から「弱肉組」とバカにされたが、地区大会決勝戦で「俺たちはいつまでも弱肉組じゃねー」と執念を燃やした。
春久光司
1年。長身のプロレスマニアでプロレスばりのバックドロップ（裏投げ）を披露する。あだ名はハルク。
金子直也
1年。腕力に乏しいため、華荻の二軍でも補欠扱いだったが、知識は豊富。
寺田正雄
1年。肥満体型で素質は悪くない。内股からの大内刈りの連絡技を披露するも、いい結果を出せなかった。
染矢薫
2年。性格は悪く、さぼり癖を持っている。入部したばかりのひかるにも目をつけ、目障りな彼を追い出そうとしたが、逆に一蹴されてしまう。腕力があり、素材は悪くはないが、下半身が弱いためにいつも出足払いによって負けていた。三好日明を尊敬しており、彼が部に戻ってからは見違えるようになった。
木村五郎
中学3年。主将で当校唯一の黒帯で、実力者。初登場当初は締まりのない表情の出で立ちだったが、三好が部に戻ってからは主将としての威厳を持つようになった。特技は内股。あだ名はラッシャー。
大里貴志
3年で副主将。団体戦では副将を務める。茶帯。
斉藤和一
3年。レギュラー、団体戦では中堅を務める。地区大会では足を負傷しながらも準決勝まで戦い抜いた。
三好日明
天才柔道家・三好尊徳の孫でエース。柔道の天才少年と呼ばれ、新聞にも載っていた。柔道始めるにあたり、多数の柔道書籍を買おうとするひかるに受身が重要とアドバイスを送り、書籍も1冊で充分と説明する。母親の死にもかかわらず、柔道の試合に出た父に対して反目している。彼が柔道を辞めたのは、家族の仲を引き裂いた柔道を恨むようになったからであるが、その父親に暗黙の復讐を果たすため、柔道部復帰を決意する。得意技は浮き落としという空気投げ。
早乙女千春
顧問。39歳。西田俊介や三好大蔵とは学生時代からの同期だが独身。『夕やけニャンニャン』が好きで沢山録画している。部員に西田俊介の大学時代の柔道ビデオを見せる。西田俊介の強さに部員が驚愕する。

### 上等中学
城東地区の名門。華荻第三中学とは親交が深く、かつてはライバル同士だった。部員数55名でうち黒帯は16名在籍。
川本小鉄
ひかるのライバルの一人として登場したスキンヘッドの少年。過去の回想では両目を前髪で隠したオカッパ頭だったが後に現在のスキンヘッドに変わった。口は至って悪く、感情がストレートに出るタイプで、「ボロゾーキン」と言ってひかるを扱き下ろした。小学生時代はいじめられっ子だったので三好道場に通い始めた経緯がある。白帯だが真弓とほぼ互角の実力で上級生をもものともせずに負かしており、「レギュラー取り返すなら土下座しかない」とまで言い放つが、三好兄弟前では態度が一変して敬語を使いペコペコしている。
松野敏晴
主将で、常に落ち着いている。特技は体落とし。かなりの実力者で、若林には負けなかったものの、都大会では簡単に黒龍中のカモにされてしまうなど、全く立場がなかった。
阿部
前年度全国大会で個人戦ベスト4の成績だが、川本に惨敗する。ひかるをバカにする部員を川本が擁護したのを見て松野と共に心境の変化を喜んでる。
須貝
顧問。早乙女の後輩。三好道場の門下生だった。

### 三星中学
城西地区において、近年急速に実力をつけてきた名門校。
若林信悟
1年。ひかるのライバルとして登場した二枚目の少年。大里や川本をあっさりと破り、木村・森脇はおろか真弓すらぶん投げている。三好道場の合同合宿で松野に拮抗する実力を見せるが、マドカは勝ち抜き戦でバテてなければ松野を倒せていたと評している。三好に練習試合を申し込むが、ひかるに勝ったらと条件つけられた。当初はひかるをバカにしていたが、三好の挑発に乗り対戦するものの、ひかるに場外とはいえ完璧に投げられたことでライバル心を抱くようになる。得意技は巴投げ。三好道場合宿終了後は真弓や森脇に跳腰をかけてもらい、足を怪我するほどの猛特訓を重ねて跳腰と移り腰を習得する。他の1年部員は合宿については行けるものの弱い。
父は転勤が多く、9月には海外に行くことになる。
真弓洋
主将。3年。地区大会では木村に勝つがひかるにやられてしまう。左右両方の組手を扱える。ひかると対戦した際には「若林はこんなに動きの鋭い奴と戦っていたのか」と驚愕し、左組手で応戦するものの敗れる。
森脇義輝
3年副主将。団体戦は副将。地区大会では大里と対戦し引き分けに持ち込まれてしまう。
酒井徹
2年。エラが張った素顔が特徴で練習試合でひかるにやられてしまう。返し技の名手だがひかるに2敗している。
浅子新八郎
2年。180センチの93キロの染谷以上の巨体。キツネ目の大型で練習試合で染谷に送り足払いで勝利する。

### 白石学園
前年の新人戦において華荻と互角の勝負を繰り広げたが敗北。
山崎隆
主将。得意技は小外掛けで独特の入り方をする。力自慢で、前年度は惜しくも木村に大将戦・代表戦共に敗れてはいるもののほぼ互角の実力を持っており、他校の選手に名が知られている。地区予選一回戦の先鋒戦で、ひかると戦うが小外で仕掛けたのをはね腰で返されて敗れる。
ひかるのような小柄な相手との対戦経験が無く、当初は戸惑っていた。
藤尾友男
副主将。次鋒戦で森田と戦うも、出足払いで敗れる。当初はひかるに敗れた山崎を「だらし無い」と責めたものの、ひかる対山本戦を観戦した際にひかるにやられたのも納得していた。前年度は副将戦で大里に勝っている。
新間
監督。早乙女の後輩。1年をレギュラーにしたことについて戦力ダウンしたと読んでいたが完敗した。守りの柔道が得意。山崎と藤尾には攻撃的柔道を指導していた。

### 仙道学園
三星に並ぶ強豪校。前年は準決勝で3対2で敗れている。
山本博基
1年で先鋒。ひかるよりも背が低いがかなりの実力者で背負い投げが得意。側から見ると逃げ回っているように見えるが、三好と早乙女は体捌きが上手で容易に投げに持っていけないと評し、山崎もムードメーカーでポイントゲッターと評する。木村は「チビってバカにするな。強豪校のレギュラーはそれだけで実力者の証」と言っている。

### 天丸中学
松沢常雄
3年主将で先鋒を務める。パソコンを駆使した情報収集と分析をするいわゆるID柔道でひかるの山嵐を封じるも、逆からの山嵐に敗れる。

### 黒龍中学
城南地区代表。前年は準決勝で上等と当たり敗れたので3位だったが、抽選で三星と対戦しなかった。
三好大蔵
特別コーチ。3段。三好尊徳の息子で日明の父。現役時代は俊介に一度も勝ったことがない。
三沢敬司
大蔵が日明以上の器だと評価しているトンガリ頭の3年。主将で先鋒を務める。イナズマ落とし（隅落とし）といわれる相手を前方に投げる空気投げを使いこなす。都大会では若林や川本をイナズマ落としで倒し、ひかるとの戦いでも圧倒的な強さを見せつけるが、ひかるの起死回生のはね腰で敗れてしまう。染谷に「盗み見」と言われたので染谷に「イナヅマ落とし」をかけ、ひかるに見せつける。
橋本鉄雄
大柄で松野を研究し尽くして破る実力者。

### 三好道場
三好マドカ
三好日明の妹。健気な姿勢を続けるひかるに好意を持っている。合宿中は怪我の手当てを担当。
三好尊徳
70を過ぎてもなお、現役の柔道家を続ける矍鑠たる老人。性格はけっこうひねくれており、ひかるを騙して薪を積んだ大八車を牽かせたり、ひかるたち華荻二軍に徹底した苛めを行ったりもしたが、基礎体力の無い彼らに必要な指導だった。俊介や早乙女ら師匠でもあり、俊介を交通事故で失ったことで老け込んでいた部分があったが、ひかるの疾風怒濤の活躍を見て、亡き愛弟子の影を重ね、大いに涙する。実はけっこう涙もろい性格。
日本一にはなれたが世界一は達成できなかったので後継者育成をし、俊介に世界一の夢を託していた。

## 書誌情報
- 単行本は全7巻。ジャンプ・コミックス刊行。